# Şafak Pekdemir
Şafak Pekdemir (* 19. Juni 1988 in Istanbul) ist eine türkische Schauspielerin.

## Leben und Karriere
Şafak Pekdemir wurde am 19. Juni 1988 in Istanbul geboren. Sie studierte an der Beykent Üniversitesi. Ihr Debüt gab sie 2009 in dem Kurzfilm Sadist. Danach war sie 2010 in der Fernsehserie Türk Malı zu sehen. 2011 trat sie in der Serie Firar auf. Im selben Jahr wurde Pekdemir für die Serie Süphe gecastet. Anschließend bekam sie 2012 eine Rolle in Leyla ve Mecnun. 
Außerdem spielte sie 2015 in Asla Vazgeçmem mit. Von 2017 bis 2018 war sie mit Burak Mengü verheiratet. 2018 bekam sie in der Serie Yasak Elma die Hauptrolle.

## Filmografie
Filme
- 2009: Sadist
- 2014: İncir Reçeli 2
- 2017: Deli Aşk
- 2018: Deniz ve Güneş
- 2022: Barış Akarsu "Merhaba"

Serien
- 2010: Türk Malı
- 2011: Şüphe
- 2012: Leyla ile Mecnun
- 2012: Seksenler
- 2015–2016: Asla Vazgeçmem
- 2018–2021: Yasak Elma
- 2021: Yalancılar ve Mumları
- 2022: Senden Daha Güzel
- 2023: EGO

## Theater
- 2009: Tersine Dünya
- 2010: Savaş Ve Barış